# Salario, prezzo e profitto
Salario, prezzo e profitto (in inglese Value, Price and Profit), è un saggio di Karl Marx del 1865, pubblicato per la prima volta da sua figlia Eleanor nel 1898 in lingua inglese. Nel saggio sono esposte alcune delle teorie che saranno poi riprese con maggior approfondimento ne "Il Capitale".

## Contenuto
Il saggio è dedicato alla confutazione della tesi, sostenuta da John Weston, un esponente owenista, in base alla quale le richieste di aumenti salariali sarebbero da considerare inutili, in quanto verrebbero vanificate da un immediato aumento dei prezzi. Per contestare questa teoria, Marx fa riferimento ai concetti di valore, lavoro necessario, lavoro socialmente necessario e prezzo. Con le sue argomentazioni, l'autore giunge a concludere che un aumento (o una riduzione) dei salari non si traduce in un aumento (o riduzione) dei prezzi, ma semplicemente in una riduzione del saggio di profitto.
Il saggio è importante nella Storia del pensiero economico anche perché contiene una prima enunciazione della teoria della domanda effettiva, che sarà poi resa universalmente popolare da John Maynard Keynes, in base alla quale la domanda genera l'offerta. Vi si può infatti leggere, in opposizione alla tesi di Weston già citata, che «l'esperienza più elementare dimostra invece che un aumento della domanda lascia completamente invariati i prezzi di mercato delle merci, mentre in altri casi provoca un aumento temporaneo dei prezzi di mercato, al quale segue un aumento dell'offerta; il che provoca di nuovo una caduta dei prezzi al loro livello di prima e in molti casi anche al di sotto del loro livello di prima».
Nel discorso, Marx mette in dubbio la connessione tra i prezzi delle materie prime e il pagamento dei salari. I prezzi delle merci si comporterebbe secondo la legge della domanda e dell'offerta; Il pagamento dei salari è dovuto alle trattative tra lavoratori e capitalisti. Poiché la classe operaia deve spendere gran parte del proprio reddito per il cibo, un aumento generale del salario risulterebbe in un aumento della domanda e quindi in un aumento dei prezzi di mercato. Marx mostra, tuttavia, con alcuni esempi dell'economia britannica contemporanea, che i prezzi non sono sempre diminuiti quando i salari sono diminuiti, né sono sempre aumentati quando i salari sono aumentati. Rifiuta quindi il dogma coniato da David Ricardo nel 1817 in "Sui principi dell'economia politica e della tassazione" secondo cui i prezzi delle merci sono determinati o regolati dai salari. Per illustrare, sottolinea che "in media, la manodopera ben pagata può produrre merci a basso prezzo e la manodopera sottopagata può produrre merci ad alto prezzo".

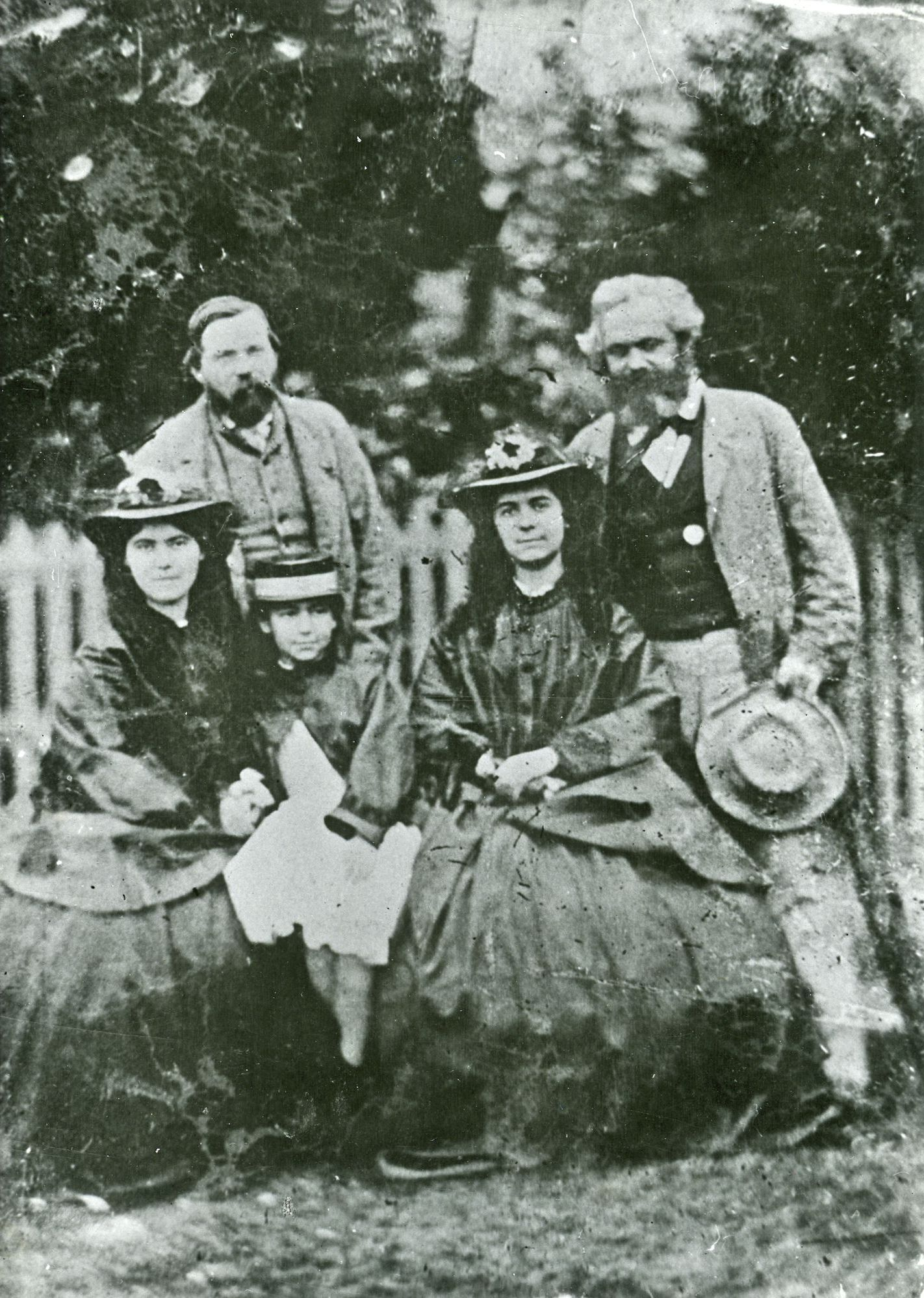
Friedrich Engels con la famiglia Marx

Piuttosto, il valore di una merce deve essere determinato dalla quantità di lavoro sociale che è andato nell'estrazione di tutte le materie prime necessarie alla merce e alla produzione della merce stessa. La massa del lavoro sociale va sommata secondo la durata dell'orario di lavoro occupato dall'estrazione delle materie prime, dalla loro lavorazione e dallo sviluppo degli strumenti necessari (attrezzature, macchine). Il valore risultante delle merci, che Marx chiama anche il "prezzo naturale" in riferimento ad Adam Smith, è (come lui stesso definisce) "direttamente proporzionale al tempo di lavoro impiegato nella sua produzione e inversamente proporzionale alla forza produttiva del lavoro impiegato". Non è da equiparare al prezzo di mercato, che è costituito dal valore di un prodotto e dal profitto, cioè la parte del prezzo di vendita che rimane dopo aver dedotto salari, affitti e costi materiali.
Il valore della forza lavoro corrisponderebbe al "valore dei mezzi di sussistenza [come merce] necessari per la produzione, lo sviluppo [crescita], il mantenimento [costo della vita] e la perpetuazione [riproduzione] della forza-lavoro". Il valore del cibo può quindi essere convertito in valore della forza-lavoro. Solo il valore della forza-lavoro verrebbe pagato al lavoratore al termine di un determinato arco di tempo (ad esempio un giorno), ma dovrebbe lavorare per il capitalista più a lungo di quanto gli ci sia voluto per produrre il valore delle merci pari al suo lavoro potenza. Marx chiama plusvalore della forza-lavoro, plusvalore per il capitalista. Al lavoratore, invece, sembra che tutto il lavoro che fa valga solo il salario che gli viene pagato. Questa è una differenza decisiva rispetto alle forme storiche di lavoro, che si attestavano in un rapporto 1:1 ai valori della loro forza-lavoro.
Il plusvalore (anche profitto) del capitalista deriva dal fatto che egli vende i beni al prezzo che costituirebbe il presunto valore dei beni secondo l'equivalente dell'orario di lavoro. Così facendo, tuttavia, il capitalista converte al suo valore la forza-lavoro effettivamente fornita dall'operaio, sebbene non gli abbia pagato il salario che corrisponde a questo valore. La forza lavoro che l'operaio ha messo nella produzione di merci dopo aver già elaborato il valore equivalente del suo salario, il capitalista intascò gratuitamente come plusvalore. Il capitalista può dover cedere parte di questo plusvalore ad altri capitalisti sotto forma di rendita fondiaria o pagamenti di interessi. Complessivamente, salario (di lavoro) e profitto sono in una relazione opposta di dipendenza. Se il salario dell'operaio aumenta, logicamente, il profitto del capitalista diminuisce; se il salario diminuisce, il profitto aumenta.
Marx poi descrive le possibilità di aumentare i salari o contrastarne la riduzione. Nomina cinque casi:
1. La diminuzione della produttività dei lavoratori porta all'assunzione di lavoratori aggiuntivi, all'aumento dei prezzi dei generi alimentari e alla riduzione del plusvalore. Il lavoratore potrebbe trarre vantaggio dall'insistenza su salari commisurati ai nuovi prezzi dei generi alimentari.
2. Con la scoperta di nuove miniere d'oro e la relativa svalutazione del prezzo dell'oro, il valore di altri beni (inclusi manodopera e cibo) è aumentato. Tuttavia, il loro valore relativo l'uno all'altro rimarrebbe lo stesso.
3. La limitazione dell'orario di lavoro quotidiano e l'abolizione del lavoro minorile restituisce al lavoro ancora svolto il suo valore.
4. Combattendo per un salario più alto, il lavoratore resiste alla crescente svalutazione del suo lavoro. Soprattutto in tempi di ripresa economica, questa lotta può avere successo. Un aumento dei salari quando l'economia prospera compensa una diminuzione dei salari quando l'economia è povera.
5. La lotta per salari più alti deve essere costante. Marx allude qui agli interessi dei lavoratori organizzati.

Infine, Marx specula sulle possibilità di successo di queste misure. In generale, come per tutte le merci, il prezzo di mercato della forza-lavoro non si adatterebbe mai al suo valore. Tuttavia, il valore del lavoro è determinato dalle tradizioni e dagli standard di vita specifici del paese, che possono essere modificati. Inoltre, il gruppo socialmente più forte decide sulla progettazione del sistema economico e persino sul sistema stesso. Una continua pressione degli operai (anche per mezzo dello Stato) sui capitalisti aiuterebbe ad aumentare i salari. La classe operaia combatterebbe solo contro gli effetti indesiderati, non contro le cause. Solo la lotta contro il sistema salariale stesso può fermare la tendenza del sistema capitalista.

### Produzione, salario e profitto
Nel primo capitolo, Marx inizia il lavoro in risposta alla tesi di John Weston, secondo cui "i prezzi delle merci sono determinati o regolati dai salari". Secondo Marx, questa tesi si basa sull'idea errata che il volume della produzione nazionale sia una cosa fissa, poiché ogni anno la produzione e il suo costo di mantenimento aumentano; e che anche la somma dei salari misurata dalla quantità di merci che si possono acquistare con esse (salario reale) è una somma fissa, poiché profitti e salario possono variare e dare lo stesso risultato:
(Karl Marx, "Salario, prezzo e profitto")
Marx decide di accettare l'ipotesi di Weston nel secondo capitolo, dove se i lavoratori chiedessero di aumentare i loro salari, i capitalisti aumenterebbero i prezzi e il potere d'acquisto dei lavoratori non aumenterebbe. Marx risponde:
(Karl Marx, "Salario, prezzo e profitto")
L'imposta sul profitto non solo discende in proporzione all'aumento dei salari, finché non è in congiunzione con l'aumento dei prezzi negli articoli di prima necessità e la diminuzione delle proprie merci. Di conseguenza, i tassi di profitto differiscono nei rami dell'industria e il lavoro con capitale si sposterebbe nei rami più redditizi. Questo processo durerà fino a quando l'offerta di un ramo aumenta in proporzione alla maggiore domanda e negli altri diminuisce conformandosi alla minore domanda. Una volta terminata questa modifica, la percentuale di vincita si livellerà nuovamente tra i diversi rami. Allora non ci sarebbe alcun cambiamento nel volume della produzione, fino a quando questo cambiamento di forma, essendo maggiore delle necessità primarie e minore del lusso.

### Offerta e domanda
Il quarto capitolo risponde ad un altro postulato di Weston, secondo il quale “la riduzione dei mezzi di pagamento operata dall'aumento dei salari determinerebbe una diminuzione del capitale”. Marx afferma che questo postulato si riduce alla sua tesi del capitolo iniziale:
(Karl Marx, "Salario, prezzo e profitto")

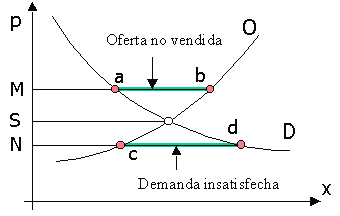
Seguendo Adam Smith, Marx afferma che domanda e offerta determinano il prezzo di una merce e che è uguale al suo valore se entrambi i fattori sono equilibrati (prezzo naturale).

Con questa metafora, Marx mostra che Weston non potrebbe dire perché una data somma di denaro viene pagata per una data quantità di lavoro.
(Karl Marx, "Salario, prezzo e profitto")
Secondo Marx, l'offerta e la domanda regolano l'oscillazione dei passaggi dei prezzi di un articolo al di sopra o al di sotto del suo valore di mercato, ma non determinano il valore in sé della merce. Supponendo che domanda e offerta siano in equilibrio, queste due forze cessano di agire e il prezzo di mercato di una merce coincide con il suo valore reale.

### Valore, lavoro e prezzo
Il sesto capitolo inizia con la questione di quale sia il valore di una merce e come venga determinato. È a questo punto che Marx si concentra sugli aspetti fondamentali della teoria del valore del lavoro. A prima vista, sembra che il valore di una merce sia qualcosa di relativo, da considerare in relazione ad altre merci. Questo è il cosiddetto valore di scambio, cioè le proporzioni in cui una merce viene scambiata con un'altra.
(Karl Marx, "Salario, prezzo e profitto")

Marx confronta lo scambio uguale di merci come quando si confronta l'area di vari triangoli con rettangoli, poiché queste figure possono essere divise in un certo numero di triangoli.

Pertanto, se il rapporto tra due oggetti cade, deve essere paragonato a un terzo comune di entrambi, distinguendosi solo per la proposizione in cui contengono questa misura:
(Karl Marx, "Salario, prezzo e profitto")
Chi produce un oggetto per il proprio consumo crea un prodotto, ma non una merce. Per produrre merci, il suo stesso lavoro deve essere subordinato alla divisione del lavoro all'interno della società sotto l'aspetto del lavoro sociale svolto e all'esistenza della proprietà privata dei mezzi di produzione; cioè l'organizzazione della produzione è privata e indipendente. Questa grandezza è misurata dal tempo di lavoro socialmente necessario. Marx conclude:
(Karl Marx, "Salario, prezzo e profitto")

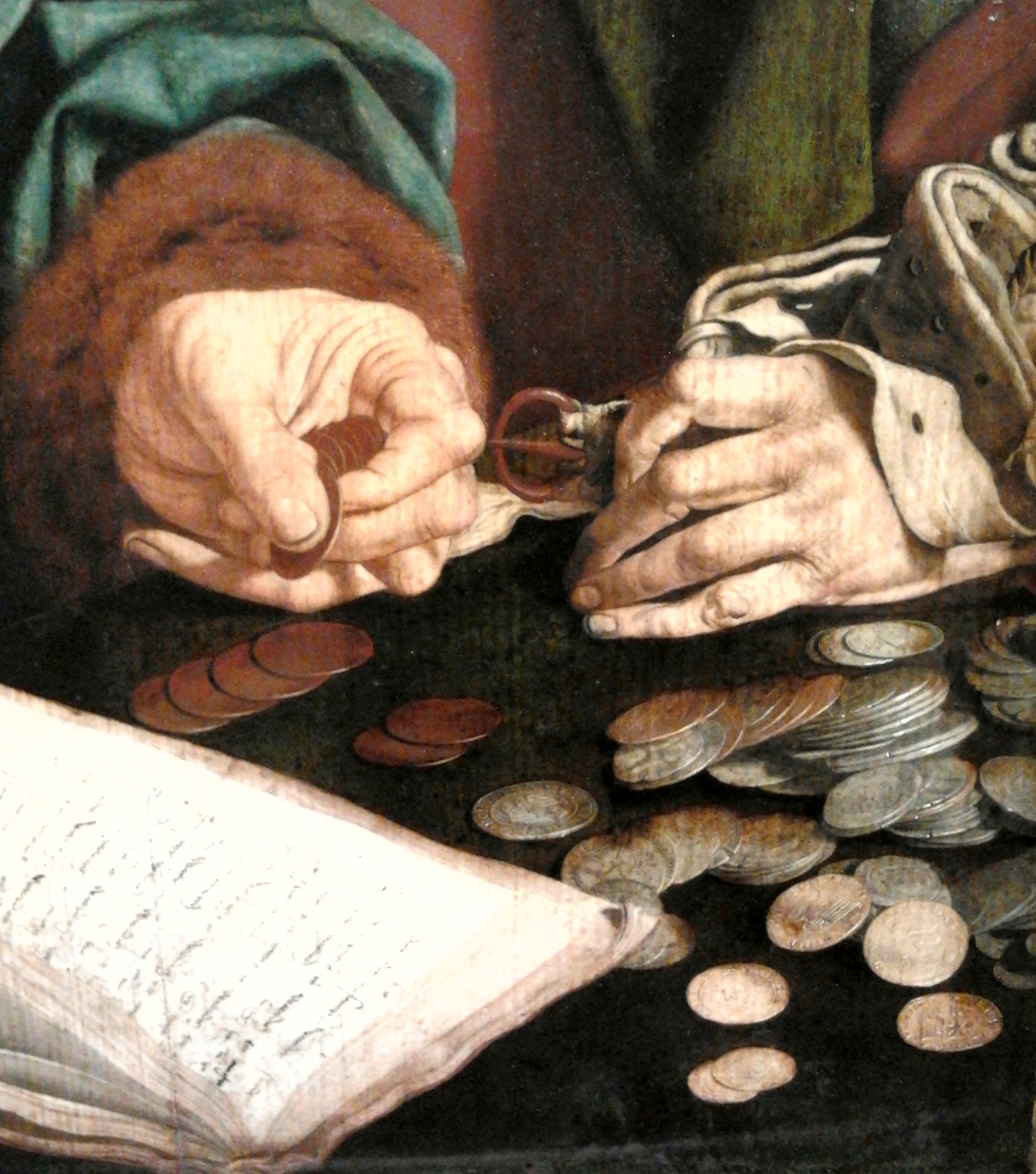
Il prezzo è l'espressione monetaria del valore di una merce in denaro, che è un'altra merce e di solito rappresenta il valore dell'oro.

Marx dichiara che il prezzo è l'espressione del valore di una merce in denaro, generalmente in oro o in argento a quel tempo. La conversione del valore in prezzo è un processo mediante il quale i valori di tutte le merci ricevono una forma indipendente e omogenea come quantità di uguale lavoro sociale. Questa espressione fu chiamata prezzo naturale da Adam Smith e dai fisiocratici francesi. D'altra parte, il prezzo di mercato è lo stesso per tutte le merci della stessa classe e non fanno altro che esprimere la quantità media di lavoro sociale necessaria per fornire al mercato una certa quantità di un determinato articolo:
(Karl Marx, "Salario, prezzo e profitto")

### Forza-lavoro, plusvalore e profitto
Alla fine del sesto capitolo, Marx sostiene che beni di uguale valore vengono scambiati sul mercato ma allo stesso tempo si ottengono profitti. È nel settimo capitolo che risolve questo apparente paradosso scientifico, paragonato metaforicamente alla rotazione della Terra attorno al Sole e che è composto da acqua da due gas infiammabili, attraverso il concetto di forza-lavoro. Citando il Leviatano del filosofo Thomas Hobbes, Marx dice:
(Karl Marx, "Salario, prezzo e profitto")

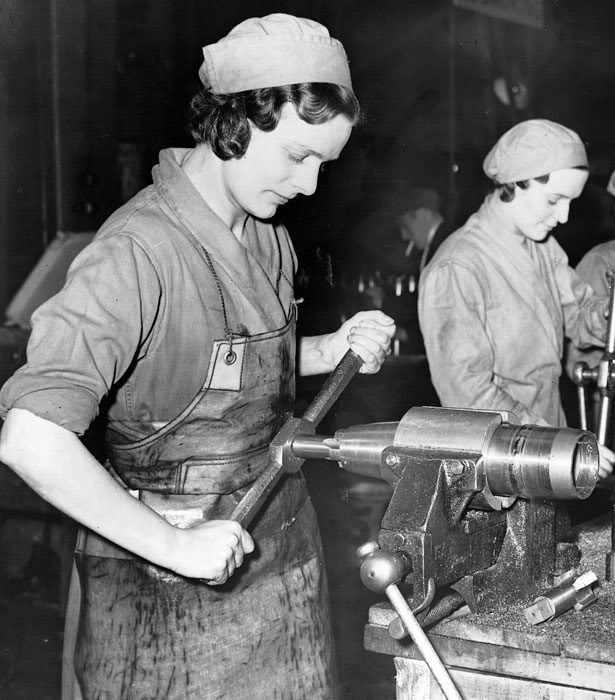
Il valore della forza-lavoro è determinato dal valore dei beni di prima necessità necessari per il suo mantenimento.

Secondo Marx, un lavoratore non vende direttamente il suo lavoro, ma piuttosto il diritto di disporre del suo corpo per lavorare per il capitalista su base temporanea. Se non ci fosse tale limitazione legale, sarebbe la schiavitù. Come per altre merci, il suo valore è determinato dalla quantità di lavoro necessaria alla sua produzione, che è il costo del mantenimento del lavoratore e dei suoi figli, chiamati a sostituirlo nel mercato del lavoro, oltre allo sviluppo e all'acquisizione di determinate competenze e conoscenze. Da qui ne consegue che se il costo di produzione della forza-lavoro è diverso, devono essere diversi anche i valori della forza-lavoro applicata nei diversi mestieri. Nell'ottavo capitolo, Marx espone il concetto di plusvalore:
(Karl Marx, "Salario, prezzo e profitto")
In questo caso, i tre scellini sarebbero il prezzo del valore giornaliero della sua forza-lavoro (il suo stipendio) che il filatore genera in 6 ore, ma lavora altre 6 ore contemporaneamente (prodotto eccedente) creando più valore che si concretizza in merce (plusvalore), generando così profitti. Poiché il filatore ha venduto la sua forza-lavoro, tutto il prodotto che ha creato appartiene al capitalista, e così anche l'eccedenza di altri tre scellini appartiene al capitalista. Ripetendo ogni giorno questa operazione, il capitalista pagherà tre scellini e intascherà sei, metà dei quali reinvestirà per pagare nuovi salari. Il saggio del plusvalore dipenderà allora dalla proporzione tra la parte della giornata lavorativa necessaria per riprodurre il valore della forza-lavoro e il tempo supplementare che l'operaio lavora per il capitalista. Con questi concetti, Marx spiega e dettaglia nei capitoli seguenti l'ottenimento di profitti nel capitalismo.
(Karl Marx, "Salario, prezzo e profitto")
Marx conclude che il sistema attuale, pur con tutte le miserie che vi scarica, genera simultaneamente le condizioni materiali e le forme sociali necessarie per la ricostruzione economica della società e che lo scopo rivoluzionario è l'abolizione del sistema del lavoro salariato!, proponendo tre risoluzioni:
(Karl Marx, "Salario, prezzo e profitto")